# 12 Downing Street
12 Downing Street är kulturskyddad byggnad på Downing Street i London som är en del av premiärministerns residens. 
Huset uppfördes 1682 och har byggts om flera gånger. Fasaden ändrades omkring år 1766. När Downing Street byggdes om 1846 slogs de tre husen på nummer 10, 11 och 12 ihop till en enda byggnad som   utvidgades kraftigt mot Saint James Park på 1960-talet.
Fastigheten disponeras sedan 1803 av brittiska staten och har varit kontor för majoritetsledaren i brittiska underhuset från 1879 till 2001 när kontoret flyttade till Kronrådets byggnad på 9 Downing Street. Idag hyser den bland annat premiärministerns PR-avdelning.